# Giáo dục

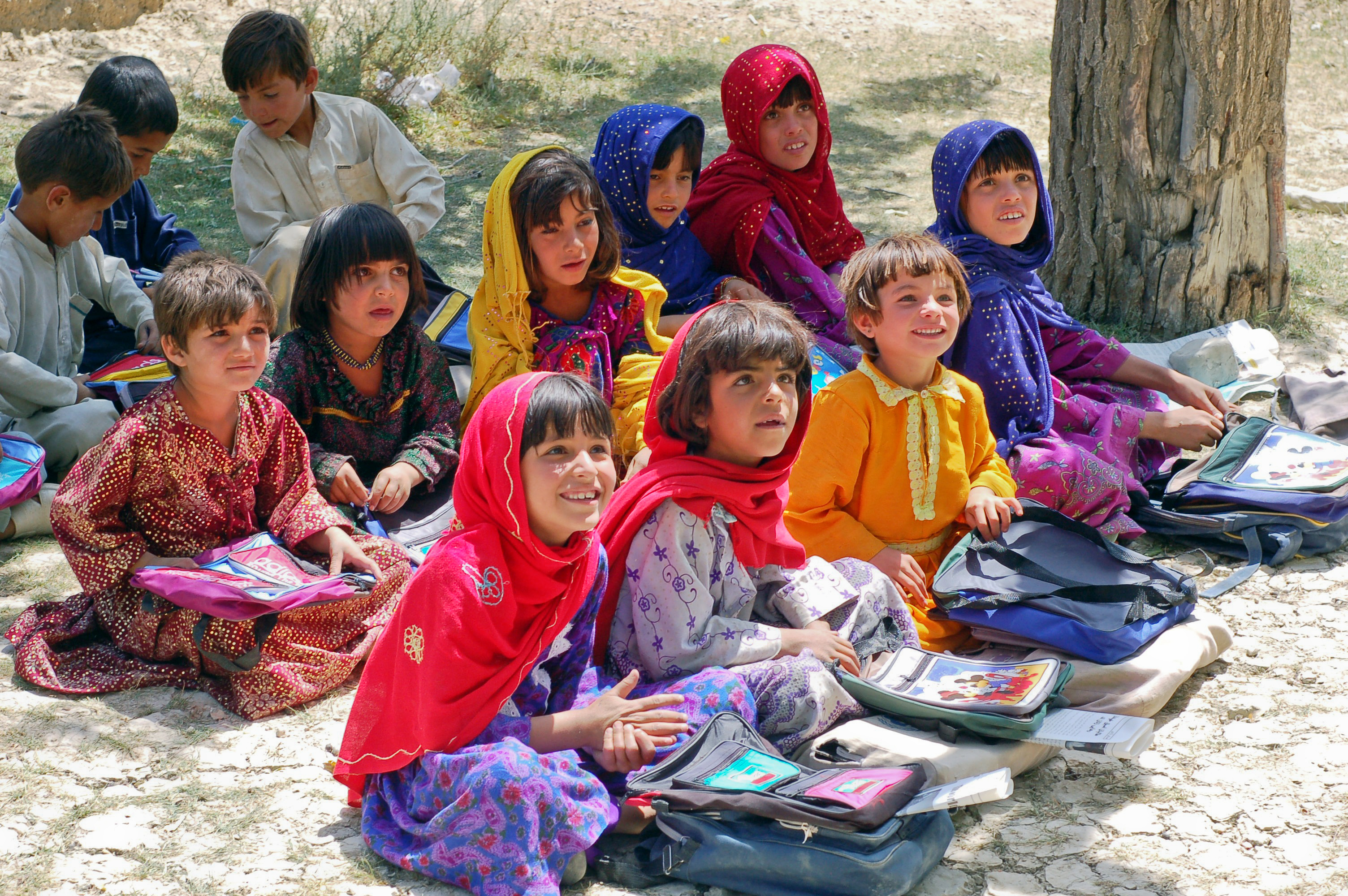
Học sinh ngồi dưới bóng râm ở Bamozai, gần Gardez, tỉnh Paktya, Afghanistan.

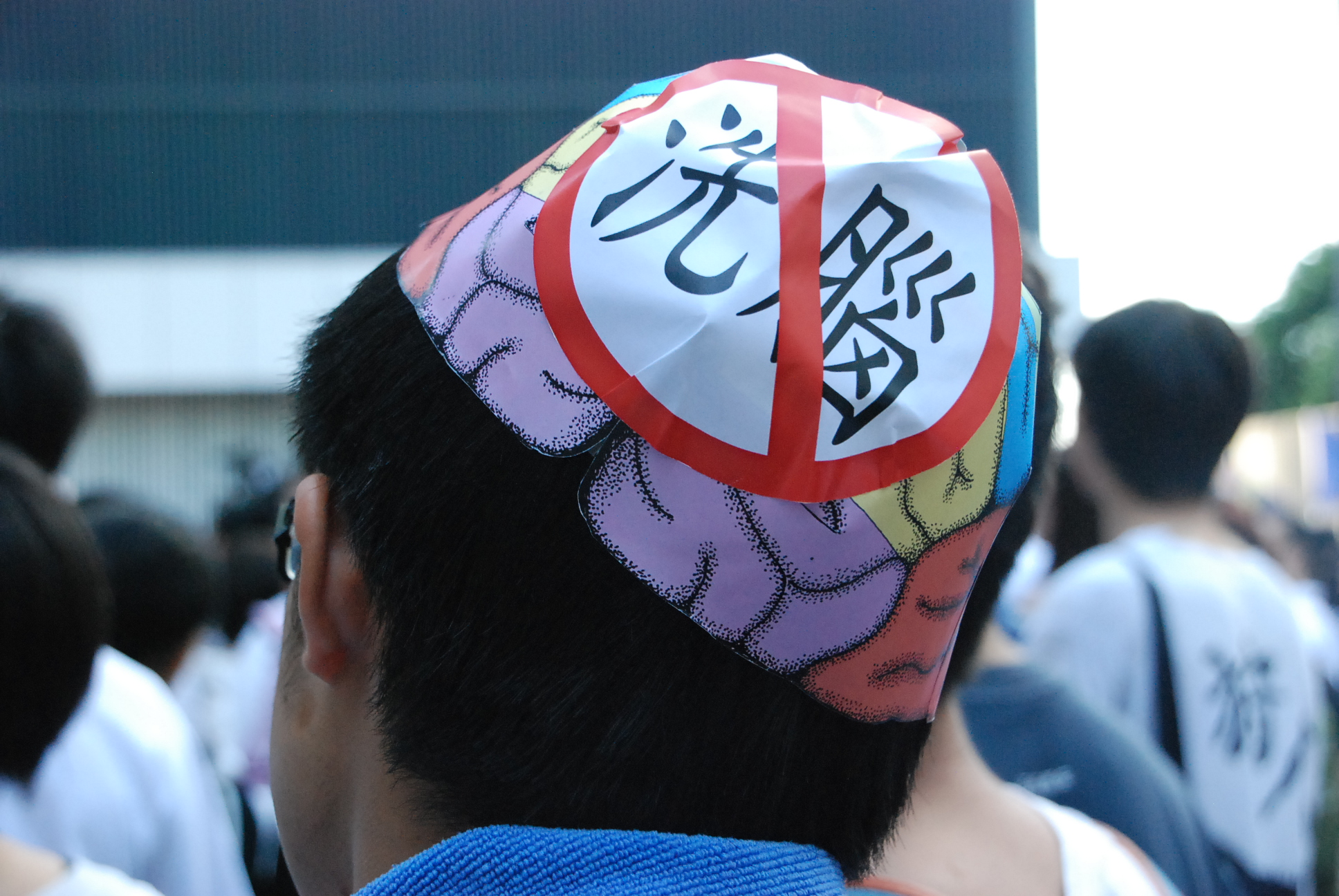
Việc giảng dạy trong lớp học, đưa nội dung chính trị vào tài liệu học tập hoặc giáo viên lạm dụng vai trò của họ để dạy dỗ học sinh đi ngược lại mục tiêu của giáo dục là tìm kiếm tự do tư tưởng và tư duy phản biện.

Giáo dục  là hình thức học tập theo đó kiến thức, kỹ năng, được trao truyền từ thế hệ này sang thế hệ khác thông qua giảng dạy, đào tạo, hay nghiên cứu. Giáo dục thường diễn ra dưới sự hướng dẫn của người khác, nhưng cũng có thể thông qua tự học. Bất cứ trải nghiệm nào có ảnh hưởng đáng kể lên cách mà người ta suy nghĩ, cảm nhận, hay hành động đều có thể được xem là có tính giáo dục. Tuy nhiên, không thể bắt ép một người học một thứ gì đó mà bản thân họ không có nhu cầu,như vậy là phản giáo dục Giáo dục thường được chia thành các giai đoạn như giáo dục tuổi ấu thơ, giáo dục tiểu học, giáo dục trung học, và giáo dục đại học.
Về mặt từ nguyên, "education" trong tiếng Anh có gốc La-tinh ēducātiō ("nuôi dưỡng, nuôi dạy") gồm ēdūcō ("tôi giáo dục, tôi đào tạo"), liên quan đến từ đồng âm ēdūcō ("tôi tiến tới, tôi lấy ra; tôi đứng dậy"). Trong tiếng Việt, giáo (教) có nghĩa là "dạy cho biết", dục (育) có nghĩa là "nuôi nấng" (đừng nhầm sang dục (欲) mang nghĩa là "ham muốn" như dục vọng, tình dục); giáo dục là "dạy dỗ gây nuôi đủ cả trí-dục, đức-dục, thể-dục".
Tại Việt Nam, một định nghĩa khác về giáo dục được Giáo sư Hồ Ngọc Đại đưa ra như sau: Giáo dục là một quá trình mà trong đó kiến thức, kỹ năng và kinh nghiệm của một người hay một nhóm người này được truyền tải một cách tự nhiên mà không hề áp đặt sang một người hay một nhóm người khác thông qua giảng dạy, đào tạo hay nghiên cứu để từ đó tìm ra, khuyến khích, định hướng và hỗ trợ mỗi cá nhân phát huy tối đa được ưu điểm và sở thích của bản thân khiến họ trở thành chính mình, qua đó đóng góp được tối đa năng lực cho xã hội trong khi vẫn thỏa mãn được quan điểm, sở thích và thế mạnh của bản thân.
Quyền giáo dục được nhiều chính phủ thừa nhận. Ở cấp độ toàn cầu, Điều 13 của Công ước Quốc tế về các Quyền Kinh tế, Xã hội và Văn hóa (1966) của Liên Hợp Quốc công nhận quyền giáo dục của tất cả mọi người. Mặc dù ở hầu hết các nước, giáo dục có tính chất bắt buộc cho đến một độ tuổi nhất định, việc đến trường thường không bắt buộc; một số ít các bậc cha mẹ chọn cho con cái học ở nhà, học trực tuyến, hay những hình thức tương tự.

## Lịch sử

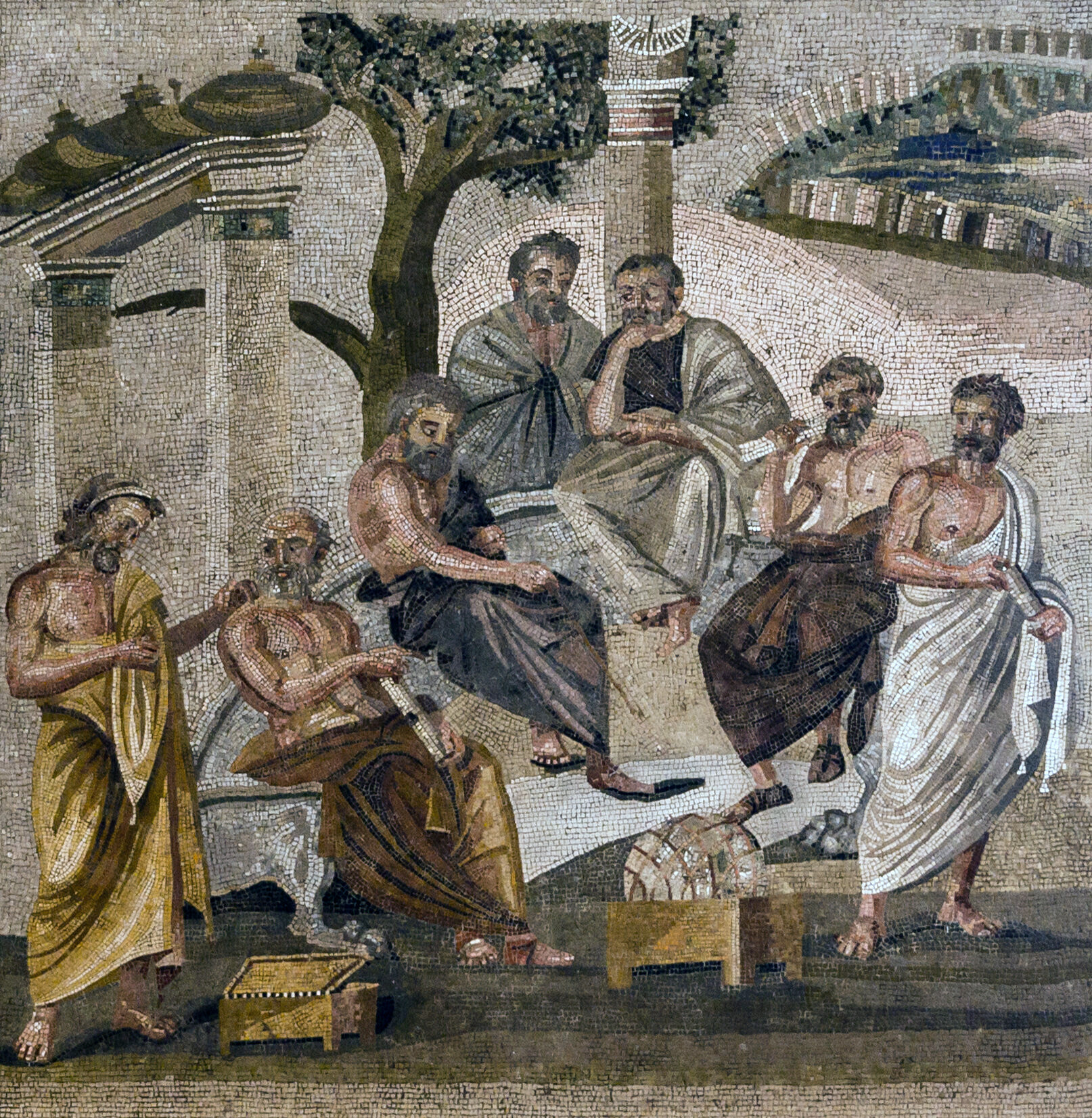
Học viện của Plato, tranh khảm ở Pompeii (thành phố thời La Mã cổ đại).

Giáo dục với tư cách là một ngành khoa học không thể tách rời những truyền thống giáo dục từng tồn tại trước đó. Trong xã hội, người lớn giáo dục người trẻ những kiến thức và kỹ năng cần phải thông thạo và cần trao truyền lại cho thế hệ tiếp theo. Sự phát triển văn hóa, và sự tiến hóa của loài người, phụ thuộc vào lề lối trao truyền tri thức này. Ở những xã hội tồn tại trước khi có chữ viết, giáo dục được thực hiện bằng lời nói và thông qua bắt chước. Những câu chuyện kể được tiếp tục từ đời này sang đời khác. Rồi ngôn ngữ nói phát triển thành những chữ và ký hiệu. Chiều sâu và độ rộng của kiến thức có thể được bảo tồn và trao truyền gia tăng vượt bậc. Khi các nền văn hóa bắt đầu mở rộng kiến thức vượt quá những kỹ năng cơ bản về giao tiếp, đổi chác, kiếm ăn, thực hành tôn giáo, v.v..., giáo dục chính quy và việc đi học cuối cùng diễn ra.
Ở phương Tây, triết học Hy Lạp cổ đại ra đời vào thế kỷ VI TCN. Plato, triết gia Hy Lạp cổ điển, nhà toán học, và nhà văn viết những đối thoại triết học, lập ra Học viện ở Athens. Đây là cơ sở giáo dục bậc cao đầu tiên ở phương Tây. Cảm thấy bị tác động bởi lời răn của thầy mình, triết gia Socrates, trước khi ông bị xử tử một cách bất công rằng "một cuộc đời không được khảo sát là một cuộc đời không đáng sống", Plato và học trò của mình, nhà khoa học chính trị Aristotle, đã giúp đặt nền móng cho triết học phương Tây và cho khoa học.
Thành phố Alexandria ở Ai Cập, được thiết lập vào năm 330 TCN, trở thành nơi kế tục Athens với tư cách là cái nôi tri thức của thế giới phương Tây. Alexandria có nhà toán học Euclid và nhà giải phẫu học Herophilus; nơi xây dựng Thư viện Alexandria vĩ đại; và nơi đã dịch Thánh kinh Hebrew qua tiếng Hy Lạp. Rồi văn minh Hy Lạp bị nhập vào Đế quốc La Mã. Khi Đế quốc La Mã và tôn giáo mới của mình là Ki-tô giáo tiếp tục tồn tại dưới một hình thức ngày càng bị Hy Lạp cổ đại hóa thời Đế quốc Byzantine đóng đô tại Constantinople ở phương Đông, văn minh phương Tây đứng trước sự sụp đổ về tri thức và tổ chức theo sau sự sụp đổ của Rome vào năm 476.

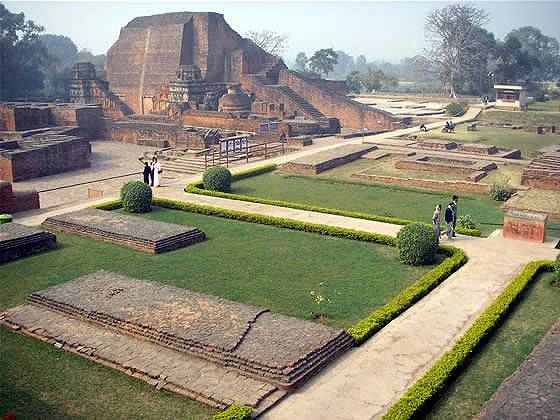
Di tích Viện Đại học Nalanda, ở Bihar, Ấn Độ.

Ở phương Đông, Khổng Tử (551–479 TCN) ở nước Lỗ là triết gia cổ đại có ảnh hưởng nhất của Trung Quốc. Cách nhìn về giáo dục của Khổng Tử tiếp tục ảnh hưởng lên xã hội Trung Quốc và các nước láng giềng như Triều Tiên, Việt Nam, và Nhật Bản. Khổng Tử tập hợp môn đệ và miệt mài tìm kiến một quân vương, người sẽ áp dụng những lý tưởng trị nước của mình, nhưng mãi không tìm ra. Thế mà Luận ngữ, một tác phẩm của ông được các môn đệ ghi chép, lại tiếp tục có ảnh hưởng lên giáo dục ở phương Đông, kể cả trong thời hiện đại. Tại Ấn Độ cổ đại, nhiều trung tâm học tập bậc cao của Phật giáo đã được thiết lập và phát triển rực rỡ như Takṣaśilā, Nālandā, Vikramaśīla, và Puspagiri.
Ở Tây Âu, sau sự sụp đổ của Rome, Giáo hội Công giáo nổi lên như một lực lượng thống nhất. Ban đầu với tư cách là kẻ duy nhất lưu giữ hoạt động học tập ở Tây Âu, nhà thờ thiết lập các trường học trong tiền kỳ Trung cổ như những trung tâm giáo dục bậc cao. Một số những trường này sau phát triển thành những viện đại học thời Trung cổ và là tổ tiên của những viện đại học châu Âu hiện đại. Các viện đại học của các quốc gia theo Ki-tô giáo ở phương Tây phát triển tốt ở khắp Tây Âu, khuyến khích tự do nghiên cứu và đã sản sinh ra nhiều học giả và nhà triết học tự nhiên tiếng tăm. Viện Đại học Bologna được xem là viện đại học liên tục hoạt động lâu đời nhất.
Ở những nơi khác trong thời Trung cổ, khoa học và toán học Hồi giáo phát triển rực rỡ dưới chế độ khalifah thiết lập khắp vùng Trung Đông, kéo dài từ bán đảo Iberia ở phía Tây cho tới sông Ấn ở phía Đông và tới triều Almoravid và Đế quốc Mali ở phía Nam.
Thời Phục hưng ở châu Âu mở ra một thời đại mới của theo đuổi tri thức và nghiên cứu khoa học và của sự trân trọng những giá trị văn minh Hy Lạp và La Mã. Vào khoảng năm 1450, Johannes Gutenberg phát triển một xưởng in, gúp các tác phẩm văn chương được phổ biến nhanh hơn. Ở thời các đế quốc châu Âu, những tư tưởng giáo dục của châu Âu trong các lĩnh vực triết học, tôn giáo, nghệ thuật, và khoa học lan truyền ra khắp thế giới. Các nhà truyền giáo và các học giả cũng mang về những tư tưởng mới từ những nền văn minh khác — chẳng hạn những nhà truyền giáo dòng Jesuit ở Trung Quốc đã đóng một vai trò quan trọng trong việc trao đổi kiến thức, khoa học, và văn hóa giữa Trung Quốc và phương Tây, dịch những tác phẩm phương Tây như cuốn Cơ sở của Euclid ra cho các học giả Trung Quốc và dịch những tư tưởng Khổng Tử ra cho độc giả phương Tây. Đến Thời kỳ Khai sáng thì ở phương Tây nổi lên cách nhìn có tính cách thế tục hơn về giáo dục.
Ngày nay ở hầu hết các quốc gia, giáo dục mang tính chất bắt buộc cho tất cả trẻ em đến một độ tuổi nhất định. Do sự phổ cập giáo dục, cộng với sự tăng trưởng dân số, UNESCO ước tính rằng trong 30 năm tới, số người nhận được giáo dục chính quy sẽ nhiều hơn tổng số người từng đi học trong toàn bộ lịch sử loài người.

## Giáo dục chính quy

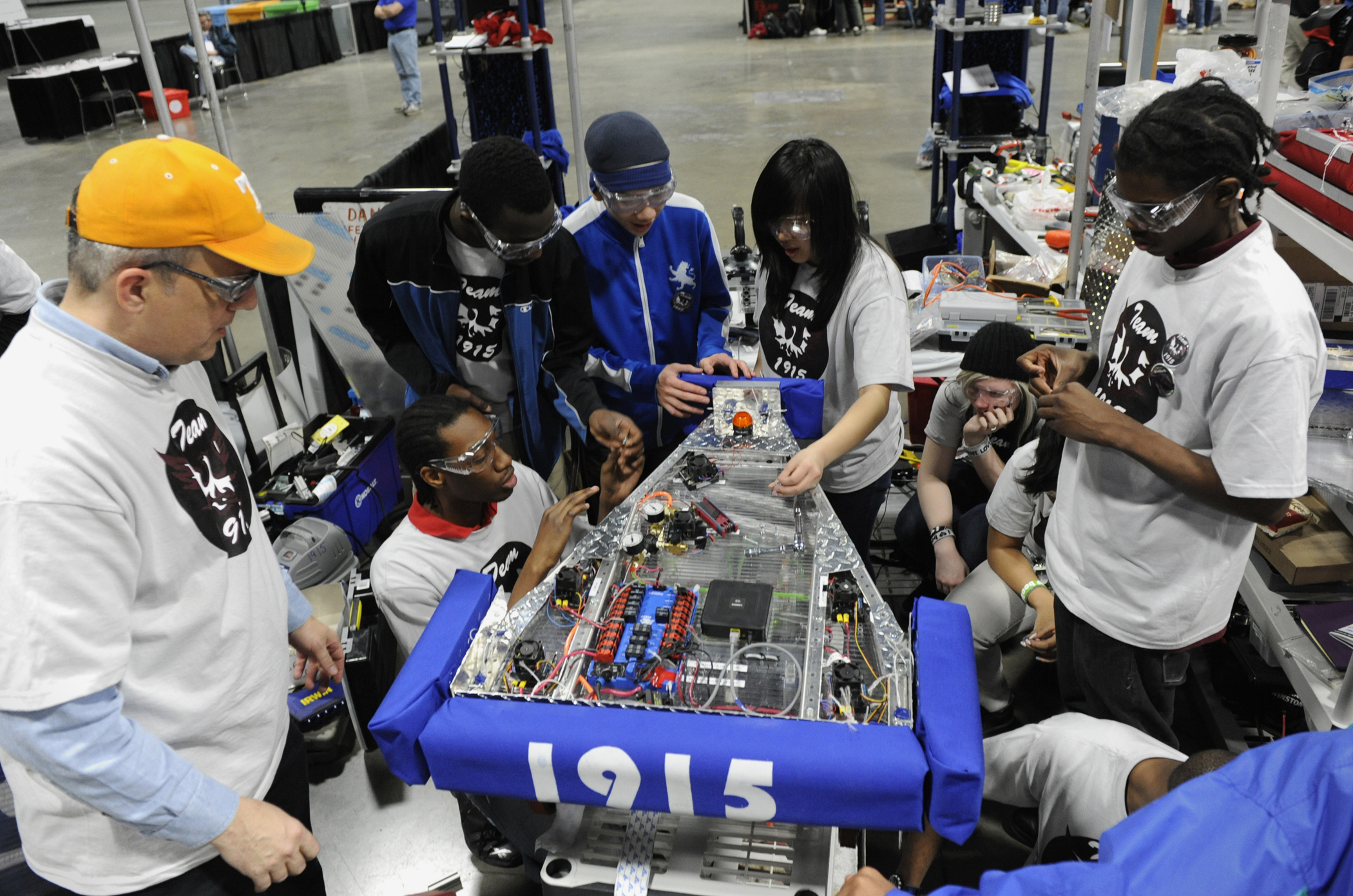
Một nhóm học sinh trung học ở thủ đô Washington, Hoa Kỳ, tham gia chế tạo rô-bốt.

Hoạt động giáo dục chính quy liên quan đến việc dạy và học trong môi trường trường học và theo một chương trình học nhất định. Chương trình học này được thiết lập tùy theo mục đích đã được xác định trước của trường học trong hệ thống giáo dục.

### Giáo dục mầm non
Các trường mầm non cung cấp giáo dục cho đến độ tuổi từ 2 đến 5 tuổi khi trẻ em bước vào giáo dục tiểu học. Giai đoạn giáo dục này rất quan trọng trong những năm hình thành nhân cách của trẻ.

### Giáo dục tiểu học
Giáo dục tiểu học thường bao gồm từ 6 đến 8 năm học, bắt đầu từ độ tuổi 5 hay 6, mặc dù thời gian cụ thể tùy thuộc vào từng quốc gia hay từng vùng khác nhau trong mỗi quốc gia. Trên toàn cầu, có khoảng 89% trẻ em ở độ tuổi đi học đang học ở các trường tiểu học, và tỉ lệ này đang tăng lên. Thông qua các chương trình "Giáo dục cho tất cả mọi người" do UNESCO chỉ đạo, hầu hết các quốc gia cam kết phổ cập giáo dục tiểu học vào năm 2015, và ở nhiều quốc gia, tiểu học là bậc học bắt buộc.

### Giáo dục trung học

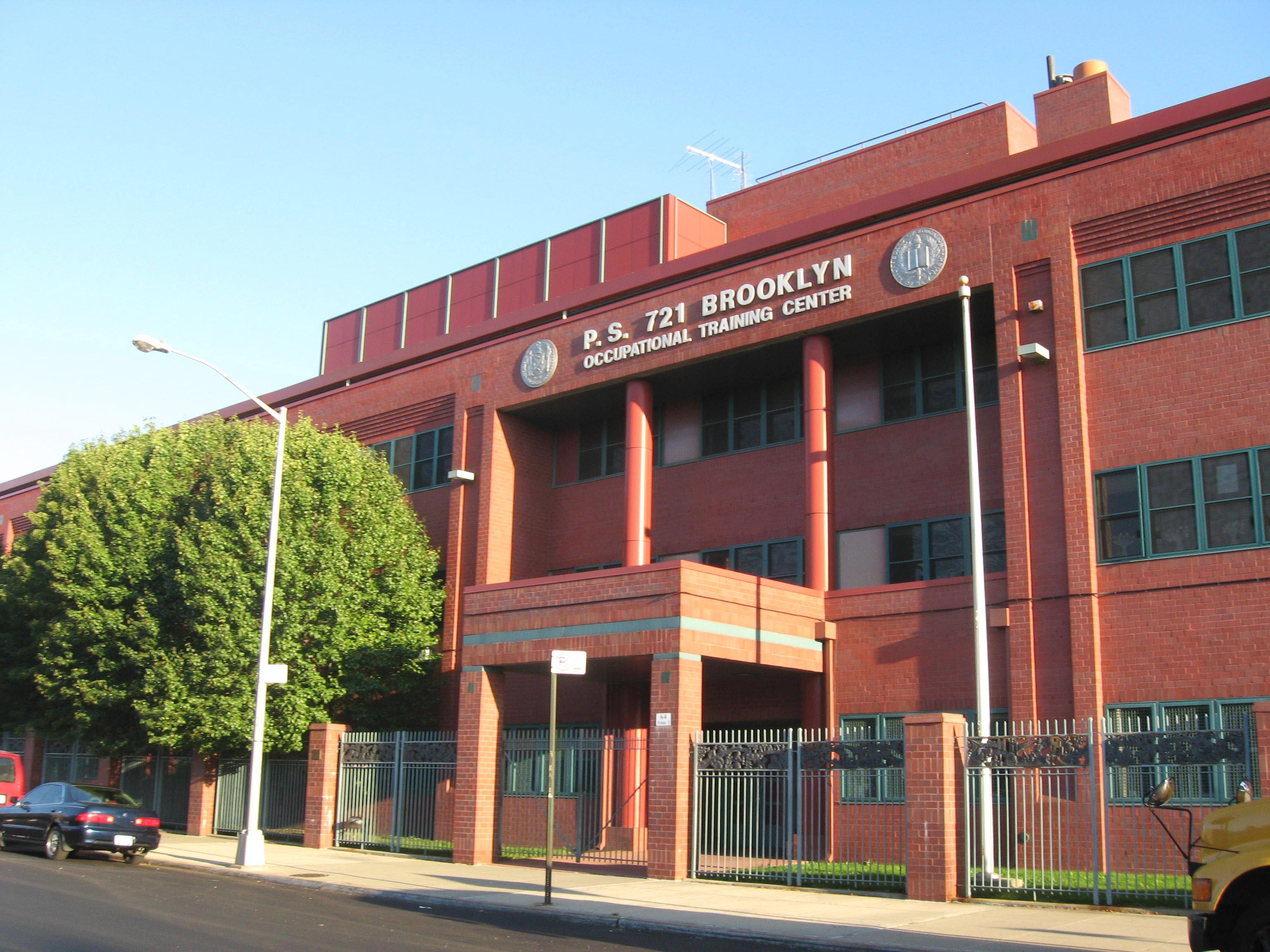
P.S. 721 Brooklyn, một trường đặc biệt ở Brooklyn, New York dành riêng cho việc giáo dục học sinh có nhu cầu đặc biệt.

Trong hầu hết các hệ thống giáo dục hiện nay trên thế giới, giáo dục trung học bao gồm giáo dục chính quy dành cho thanh thiếu niên. Đây là giai đoạn chuyển tiếp giữa giáo dục tiểu học, thường là bắt buộc, dành cho trẻ vị thành niên, và giáo dục sau trung học hay giáo dục đại học, vốn mang tính tùy chọn, dành cho người lớn. Tùy thuộc vào từng hệ thống giáo dục, các trường học trong giai đoạn này, hoặc một phần của giai đoạn này, có thể được gọi là trường trung học hay trường dạy nghề. Biên giới chính xác giữa giáo dục tiểu học và trung học cũng thay đổi theo từng quốc gia và theo từng vùng, thường thì khoảng ở năm học thứ bảy hay thứ mười.

### Giáo dục đại học
Giáo dục đại học, còn gọi là giáo dục giai đoạn thứ ba hay giáo dục sau trung học (mặc dù các khai niệm này không nhất có nghĩa giống nhau ở tất cả các nước), là giáo đoạn giáo dục không bắt buộc theo sau giáo dục trung học. Giáo dục đại học thường bao gồm bậc cao đẳng, đại học, và sau đại học, cũng như giáo dục và đào tạo nghề. Các trường đại học và các viện đại học là những cơ sở chính cung cấp giáo dục đại học. Sau khi hoàn thành một chương trình giáo dục đại học, sinh viên thường được cấp bằng hay chứng chỉ.

### Giáo dục nghề
Giáo dục nghề là một hình thức giáo dục chú trọng vào đào tạo thực hành và trực tiếp một nghề nhất định. Giáo dục nghề có thể ở dạng học việc hay thực tập cũng như bao gồm những cơ sở dạy các khóa học về nghề mộc, nông nghiệp, kỹ thuật, y khoa, kiến trúc, các môn nghệ thuật.

### Giáo dục đặc biệt
Trong quá khứ, những ai bị khuyết tật thì thường không được đi học. Trẻ em khuyết tật thường được các thầy thuốc hay gia sư giáo dục. Những thầy thuốc ban đầu này (những người như Itard, Seguin, Howe, Gallaudet) đã đặt ra nền móng cho giáo dục đặc biệt ngày nay. Họ tập trung vào việc giảng dạy mang tính cá nhân hóa và những kỹ năng cần đến trong đời sống. Giáo dục đặc biệt trước đây chỉ dành cho những người có những khuyết tật nghiêm trọng và ở độ tuổi còn nhỏ, nhưng gần đây thì mở rộng ra cho bất cứ ai cảm thấy gặp khó khăn trong học tập.

## Những hình thức giáo dục khác

### Giáo dục mở và giáo dục trực tuyến
Giáo dục mở (open education) là một thuật ngữ chung chỉ những tập quán của các cơ sở giáo dục hay những sáng kiến giáo dục nhằm tạo điều kiện cho nhiều người tiếp cận các chương trình giáo dục và đào tạo mà trước đây chỉ tiếp cận được thông qua hệ thống giáo dục chính quy. Tính từ "mở" nhằm chỉ việc loại trừ những rào cản đã tước đi ở một số người cơ hội tham gia vào hoạt động học tập trong các cơ sở giáo dục. Một khía cạnh của giáo dục mở là việc phát triển và sử dụng những tài nguyên giáo dục mở.
Giáo dục trực tuyến (e-learning) là việc sử dụng công nghệ giáo dục dựa trên các phương tiện điện tử trong việc dạy và học. Bằng việc sử dung các công nghệ hiện đại trên chiếc máy tính mà người dùng có thể tham gia một khóa học dễ dàng. Việc dạy và học trực tuyến đang được phát triển ở nhiều cơ sở giáo dục đại học lớn, có thể kể đến như Viện Đại học Harvard hay là Viện Đại học Stanford, University of the People,...

## Lý thuyết giáo dục

### Mục đích của trường học

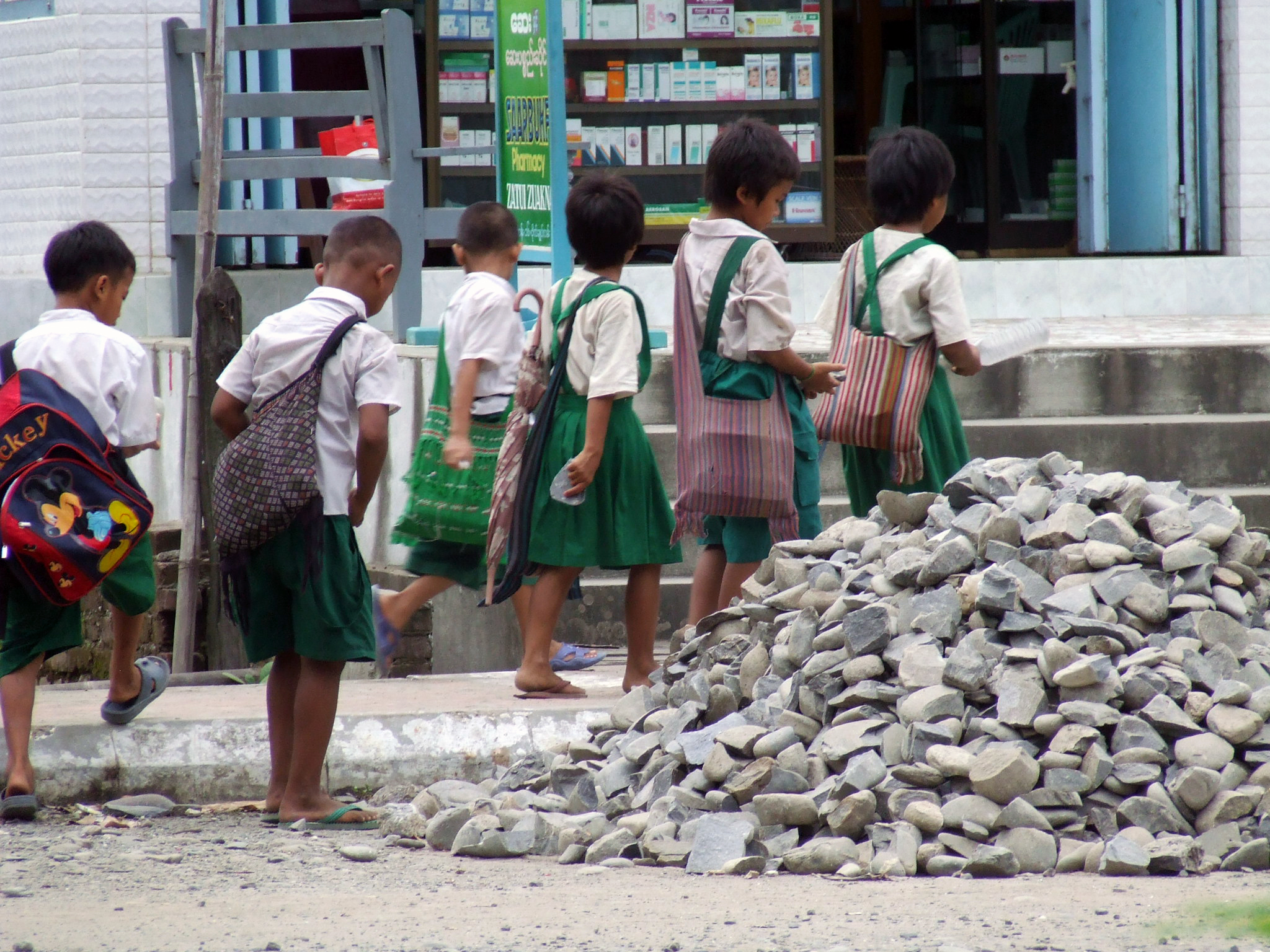
Học sinh tiểu học ở Hakha, bang Chin, Miến Điện, trên đường đến trường.

Trong những năm đầu đi học, trọng tâm thường xoay quanh việc phát triển kỹ năng cơ bản về đọc và viết và kỹ năng giao tiếp liên cá nhân nhằm thúc đẩy khả năng học những kỹ năng và môn học phức tạp hơn. Sau khi có được những khả năng cơ bản này, giáo dục thường chú trọng đến việc giúp cho các cá nhân có được những kiến thức và kỹ năng cần thiết nhằm tăng cường khả năng tạo ra giá trị và khả năng làm việc kiếm sống cho mình. Thỏa mãn sự tò mò cá nhân (giáo dục vì chính nó) và mong muốn phát triển cá nhân (để nâng cao trình độ mà không cần phải có lý do cụ thể liên quan đến nghề nghiệp) cũng là những lý do phổ biến khiến người ta theo đuổi giáo dục và đi đến trường.
Giáo dục thường được xem là phương tiện giúp tất cả mọi người vượt qua nghịch cảnh, đạt được sự công bằng tốt hơn, và có được của cải và địa vị xã hội. Người học cũng có thể bị thúc đẩy bởi sự quan tâm của mình đến chủ đề môn học hay kỹ năng đặc thù mà họ đang cố gắng học hỏi. Mô hình giáo dục người học-trách nhiệm được thúc đẩy bởi sự quan tâm của người học đến chủ đề sẽ được học. Giáo dục cũng thường được coi như là nơi trẻ em có thể phát triển theo những nhu cầu và tiềm năng đặc thù, có mục đích giúp mỗi cá nhân phát triển trọn vẹn tiềm năng của mình.

### Tâm lý học giáo dục
Tâm lý học giáo dục là ngành học về việc con người học như thế nào trong những môi trường giáo dục, hiệu quả của những can thiệp giáo dục, tâm lý học giảng dạy, và tâm lý học xã hội ở trường học với tư cách là một tổ chức. Mặc dù thuật ngữ "tâm lý giáo học" và "tâm lý học đường" thường được dùng với nghĩa giống nhau, các nhà nghiên cứu và lý thuyết gia thường được gọi là các nhà tâm lý giáo dục, trong khi các chuyên gia tâm lý làm việc ở trường học hay những môi trường liên quan đến trường học thì được gọi là các nhà tâm lý học đường. Tâm lý giáo dục quan tâm đến những quá trình học tập trong công chúng và trong những nhóm người, ví dụ những trẻ em tài năng và những trẻ em khuyết tật.
Có thể hiểu được một phần tâm lý giáo dục thông qua mối quan hệ của nó với những ngành học khác. Nó chủ yếu là tâm lý học, và có mối quan hệ với ngành này giống như mối quan hệ giữa ngành y khoa và sinh học. Ngược lại, tâm lý giáo dục phơi bày một loạt những lĩnh vực đặc thù thuộc lĩnh vực nghiên cứu giáo dục, bao gồm thiết kế việc giảng dạy, công nghệ giáo dục, phát triển chương trình học, giáo dục đặc biệt, và quản trị lớp học. Tâm lý giáo dục vừa thừa hưởng vừa đóng góp vào ngành khoa học nhận thức và các ngành khoa học học tập. Ở trong các viện đại học, các khoa tâm lý giáo dục thường nằm trong các phân khoa hay trường đại học giáo dục, điều này có thể giải thích tại sao tâm lý giáo dục không được nói đến nhiều trong những cuốn sách giáo khoa nhập môn về tâm lý học.

### Phương thức học tập

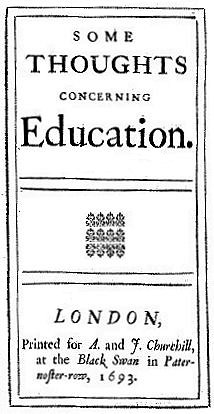
Mấy ý nghĩ về giáo dục, một tác phẩm nổi tiếng của triết gia người Anh John Locke, viết vào năm 1693.

Hơn hai thập niên vừa qua, người ta chú ý nhiều đến các phương thức và phong cách học tập. Những phương thức học tập thường được sử dụng nhất là: thông qua thị giác (visual; học dựa trên quan sát và nhìn thấy những gì đang được học), thông qua thính giác (auditory; học dựa trên việc lắng nghe thông tin và hướng dẫn), và thông qua vận động (kinesthetic; học dựa trên sự vận động, như khi tham gia các hoạt động và trực tiếp thực tập) - viết tắt là VAK. Những phương thức học tập khác bao gồm việc học thông qua âm nhạc, tương tác liên cá nhân, bằng lời, tư duy lôgic, v.v...
Dunn và Dunn tập trung nhận diện những điều kiện kích thích có thể ảnh hưởng lên việc học và vào việc điều chỉnh môi trường học đường, vào khoảng cùng thời gian Joseph Renzulli đề nghị sử dụng những chiến lược giảng dạy khác nhau. Howard Gardner đề cập đến một loạt những phương thức học tập trong lý thuyết "đa thông minh" của mình. Các phương pháp trắc nghiệm tính cách của Myers-Briggs (Myers-Briggs Type Indicator) và của Keirsey (Keirsey Temperament Sorter), dựa trên những công trình của Carl Jung, tập trung tìm hiểu xem tính cách của con người ảnh hưởng như thế nào đến cách mà họ tương tác với người khác, và ảnh hưởng như thế nào lên cách mà các cá nhân phản ứng với nhau trong môi trường học tập. Công trình của David Kolb và Anthony Gregorc cũng theo cách tiếp cận tương tự, nhưng đã được đơn giản hóa.
Một số lý thuyết cho rằng tất cả các cá nhân học tập có hiệu quả qua việc sử dụng một loạt những phương thức học tập khác nhau, trong khi những lý thuyết khác thì cho rằng các cá nhân có thể thích hợp với mốt số phong cách học tập nhất định, học hiệu quả hơn thông qua những phương pháp sử dụng thị giác hay thông qua trải nghiệm vận động. Một trong những hệ quả nhóm lý thuyết thứ hai là để giảng dạy hiệu quả, người ta nên có nhiều phương pháp giảng dạy bao trùm tất cả ba phương thức học tập kể trên để học sinh nào cũng có thể học theo cách mà mình thấy hiệu quả nhất. Guy Claxton đặt nghi vấn về mức độ hiệu quả mà những phong cách học tập như VAK có thể mang lại, đặc biệt chúng có xu hướng phân loại học sinh và như thế giới hạn việc học. Những nghiên cứu gần đây cho rằng "không có cơ sở bằng chứng xác đáng nào có thể biện minh cho việc tích hợp những đánh giá phong cách học vào hoạt động giáo dục chung."

### Triết học giáo dục
Với tư cách là một lĩnh vực học thuật, triết học giáo dục là "ngành triết học về giáo dục và những vấn đề của nó; [...] chủ đề trung tâm của triết học giáo dục là giáo dục, còn những phương pháp của nó là những phương pháp của triết học.". "Triết học giáo dục có thể là triết học về quá trình giáo dục hay triết học về lĩnh vực giáo dục. Nghĩa là, nó có thể là một phần của giáo dục theo nghĩa quan tâm đến những mục tiêu, dạng thức, phương pháp, hay kết quả của quá trình giáo dục hay quá trình được giáo dục; hay nó có thể là một dạng metadiscipline theo nghĩa quan tâm đến những khái niệm, mục tiêu, và phương pháp của giáo dục." Như vậy, triết học giáo dục vừa là một phần của lĩnh vực giáo dục vừa là một phần của lĩnh vực triết học ứng dụng, bao gồm các lĩnh vực siêu hình học, nhận thức luận, giá trị học (axiology), và những cách tiếp cận triết học nhằm giải quyết những vấn đề trong và về các chủ đề như phương pháp giáo dục, chính sách giáo dục, và chương trình học, cũng như quá trình học, và những chủ đề khác. Chẳng hạn, triết học giáo dục có thể nghiên cứu bản chất của sự nuôi dưỡng và giáo dục, những giá trị và chuẩn mực được thể hiện qua việc nuôi dưỡng và giáo dục, những giới hạn và việc hợp pháp hóa giáo dục với tư cách là một ngành học thuật, và mối quan hệ giữa lý thuyết giáo dục và thực hành giáo dục.

### Chương trình học
Trong giáo dục chính quy, chương trình học là một tập hợp những khóa học và nội dung của chúng ở trường học. Với tư cách là một ý tưởng, từ curriculum trong tiếng Anh bắt nguồn từ chữ La-tinh có nghĩa là "đường chạy", chỉ những việc làm và những trải nghiệm theo đó trẻ em lớn lên và trở thành người lớn. Chương trình học như đơn thuốc, dựa vào một đề cương khóa học mô tả chung chung chỉ nói những chủ đề nào sẽ được học và học ở mức độ như thế nào thì được một con điểm nào đó hay để đạt yêu cầu.
Mỗi ngành học thuật là một nhánh của tri thức được dạy một cách chính quy. Mỗi ngành học thường có vài ngành con; sự phân biệt giữa các ngành học thường tùy tiện và không rõ ràng. Ví dụ về các lĩnh vực học thuật bao gồm các ngành khoa học tự nhiên, toán, khoa học máy tính, các ngành khoa học xã hội, các ngành nhân văn, các ngành khoa học ứng dụng...

### Hoạt động dạy học
Giảng dạy là thúc đẩy người khác học tập. Những người dạy trong các trường trung học và tiểu học thường được gọi là giáo viên, họ điều khiển hoạt động giáo dục học sinh và có thể dạy nhiều môn như đọc, viết, toán, khoa học, và lịch sử. Những người dạy trong các cơ sở giáo dục sau trung học có thể được gọi là giáo viên, giảng viên, hay giáo sư, tùy vào loại hình cơ sở giáo dục; họ chủ yếu chỉ dạy về chuyên ngành của mình. Các nghiên cứu ở Hoa Kỳ cho thấy chất lượng giáo viên là yếu tố quan trọng nhất và duy nhất ảnh hưởng đến kết quả học tập của học sinh. Cách đánh giá chất lượng giảng dạy thường là sử dụng các phiếu sinh viên đánh giá giảng viên, thế nhưng những đánh giá này bị phê phán là phản tác dụng đối với việc học và không chính xác do sinh viên thiên vị.

## Kinh tế học giáo dục
Tỷ lệ giáo dục cao được coi là yếu tố thiết yếu giúp các quốc gia đạt được mức độ tăng trưởng kinh tế cao. Những phân tích thực nghiệm có xu hướng ủng hộ tiên đoán lý thuyết cho rằng các nước nghèo có thể phát triển nhanh hơn các nước giàu bởi vì nước nghèo có thể áp dụng những công nghệ hàng đầu mà nước giàu đã thử và kiểm tra. Tuy vậy, việc chuyển giao công nghệ cần đến những nhà quản lý và những kỹ sư có kiến thức tốt, những người có thể vận hành những máy móc hay tập quán sản xuất mới học được từ những nước đi đầu. Do vậy khả năng học tập từ những nước đi trước của một quốc gia là một hàm số của vốn nhân lực mà quốc gia đó đang có. Nghiên cứu gần đây về những yếu tố quyết định đến phát triển kinh tế cho thấy tầm quan trọng của những thể chế kinh tế căn bản, và vai trò của những kỹ năng nhận thức.